# Cristo crucificado (iglesia de San Francisco de Palencia)
El Cristo crucificado, situado en la Iglesia de San Francisco de Palencia, es una escultura en madera policromada del escultor de origen nórdico Alejo de Vahía, sugiriendo, por el cuidado en el modelado, una cronología ca. 1500.

## Análisis de la imagen
En su copiosa producción, Alejo de Vahía cultivó muy distintos tipos iconográficos. Entre éstos destacan las imágenes de Cristo crucificado. En ellos responde a la evolución general de esta tipología a lo largo del siglo XV. De tratamiento anatómico característico, inciden en la expresividad, pero sin caer en deformaciones o en gesticulaciones. De la veintena de imágenes de Cristo crucificado que han sido puestas en relación con este autor -en ocasiones, obras de taller o de escuela de limitadas cualidades-, ésta de la iglesia de San Francisco, identificada como obra suya con ocasión de la elaboración del Inventario artístico de Palencia y su provincia, es, sin duda, una de las mejores.
Destaca especialmente el tratamiento de sus brazos, más inclinados de lo que es habitual en el siglo XV, que confiere al conjunto un especial dinamismo. Lleva las manos cerradas alrededor de los clavos, pies cruzados en rotación interna y una gruesa corona de espino trenzado. Además viste un perizonium al que Ara Gil denomina de tipo A, esto es que uno de los extremos del lienzo, que pasa entre las piernas, se remete por delante formando un borde inferior horizontal. Sus características relacionan esta imagen con la de la iglesia parroquial de La Seca (Valladolid) o la del Museo Frederic Marès de Barcelona.
Además esta obra forma parte de la Semana Santa palentina, siendo su imagen más antigua. Compone, junto con una moderna escultura de María orante al pie de la cruz, el paso titular de la Cofradía Penitencial de Nuestro Padre Jesús Crucificado y Nuestra Madre Dolorosa, fundada en 1949. Este paso protagoniza la procesión del Lunes Santo en la titulada: las Cinco llagas, además vuelve a salir el Jueves Santo en la procesión del Indulto y en la tarde del Viernes Santo esta vez formando conjunto con la Virgen Dolorosa en la procesión del Santo Entierro.

## Galería de imágenes

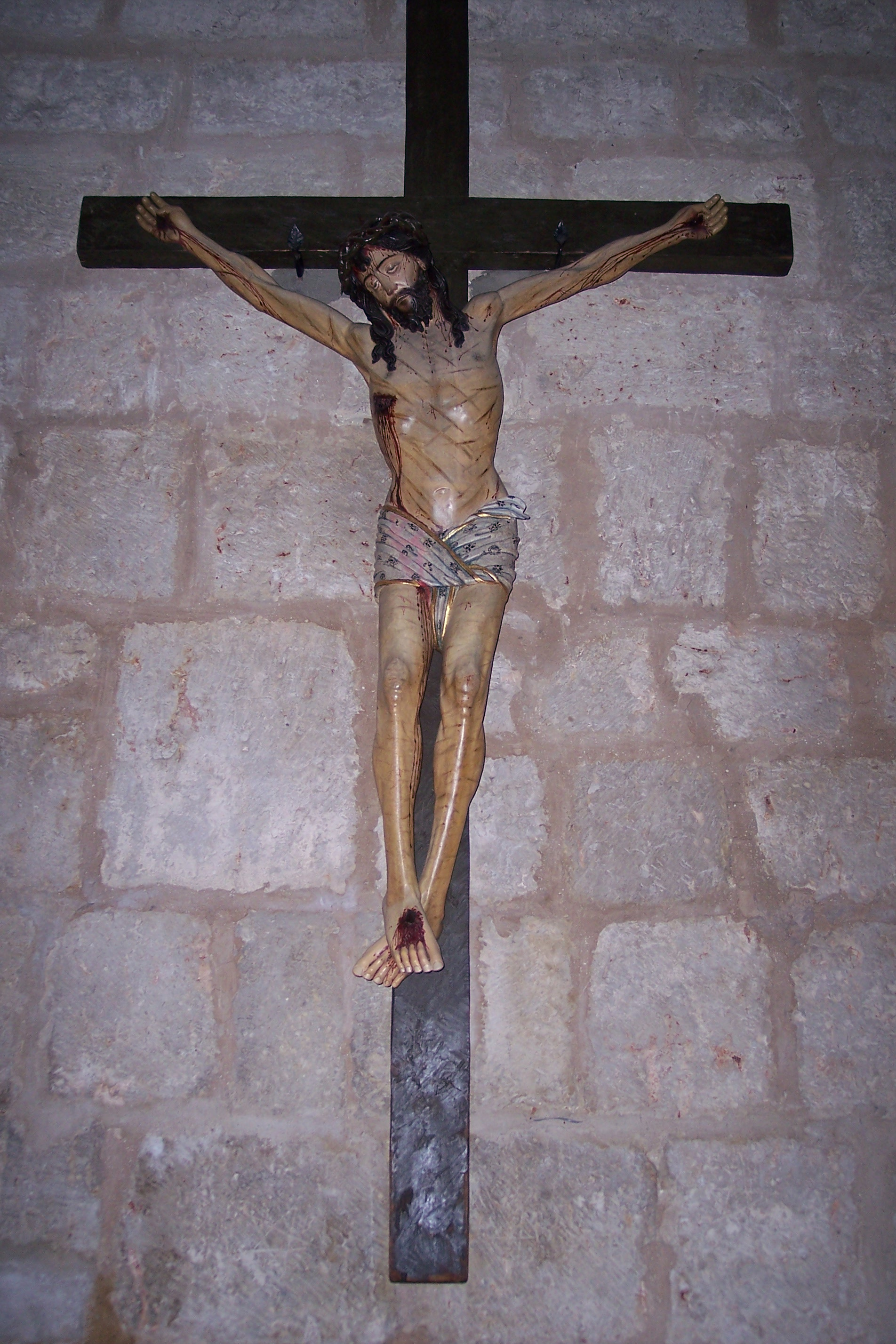
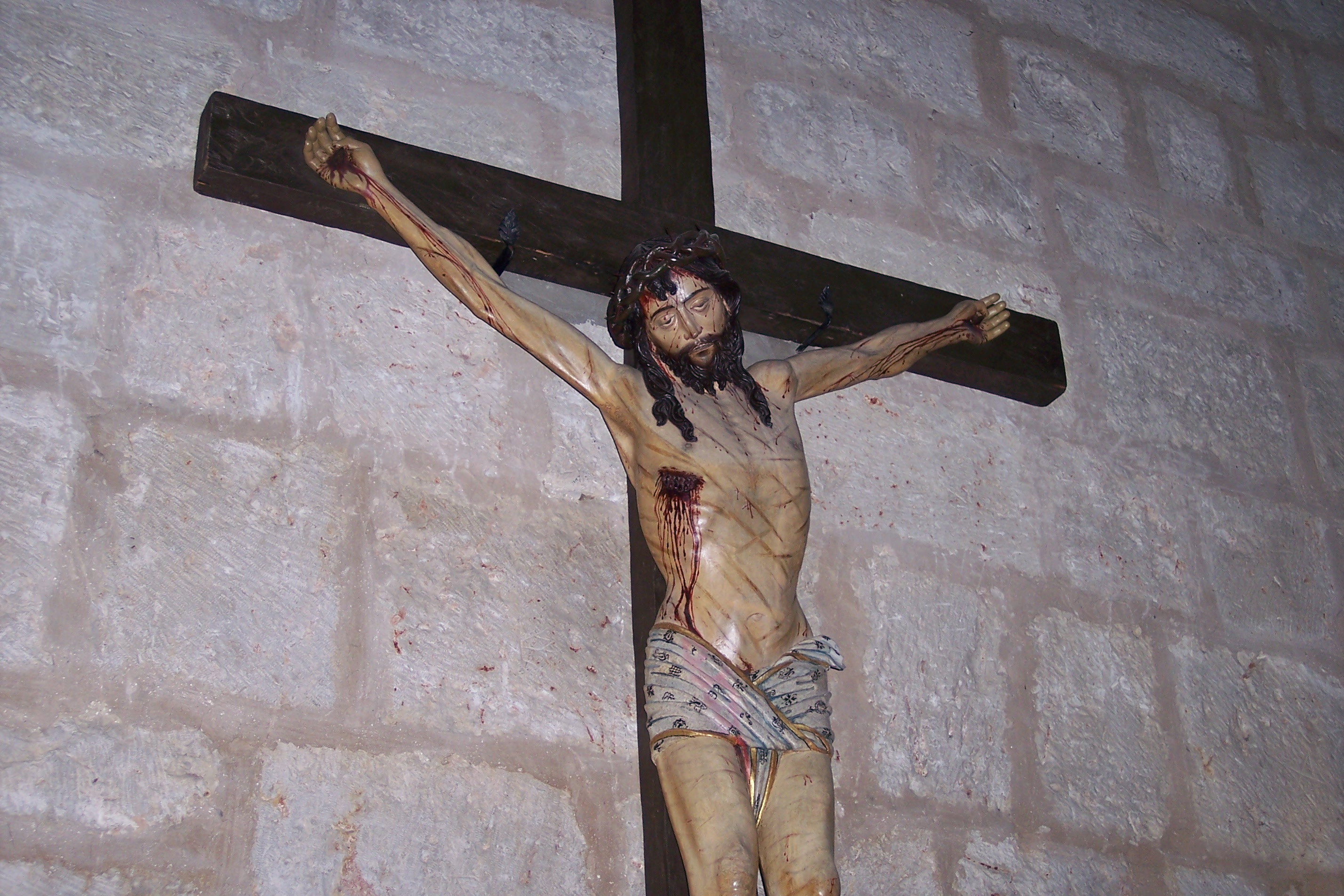
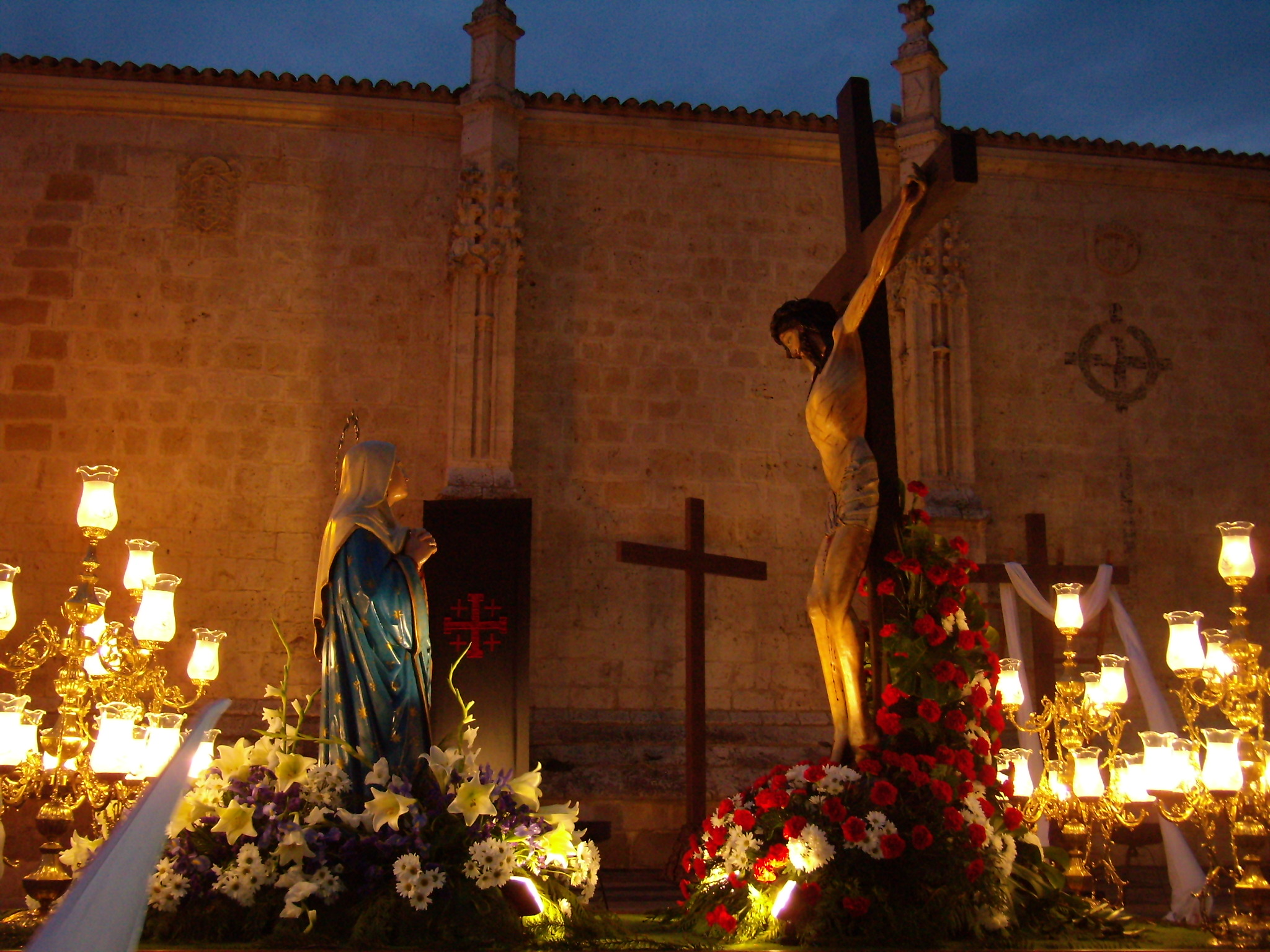